# Bathythrix praestans
Bathythrix praestans là một loài tò vò trong họ Ichneumonidae.